# Myiothlypis cinereicollis
El chiví de garganta gris, arañero pechigrís o reinita gorjigrís (Myiothlypis cinereicollis) es una especie de ave paseriforme de la familia Parulidae propia de Colombia y Venezuela.

## Hábitat
Vive en el bosque húmedo y seco de montaña del noreste de los Andes y en matorrales densos, entre los 900 y 2.300 m de altitud. Puede considerarse una especie rara por pérdida de hábitat.

## Descripción
En promedio mide 14 cm de longitud. Partes superiores verde oliva negruzco con una línea delgada amarilla sobre la corona, mejillas gris pizarra; garganta y pecho gris claro y vientre amarillo.